# Itame pallipennis
Itame pallipennis är en fjärilsart som beskrevs av Barnes och Mcdunnough 1912. Itame pallipennis ingår i släktet Itame och familjen mätare. Inga underarter finns listade i Catalogue of Life.